# ماثيو فيليبس
ماثيو فيليبس (بالإنجليزية: Matthew Phillips)‏ هو لاعب اتحاد الرغبي نيوزيلندي، ولد في 10 أبريل 1975 في كايتيا ‏ في نيوزيلندا.

## وصلات خارجية
- ماثيو فيليبس عل موقع إسبنسكروم (الإنجليزية)
- ماثيو فيليبس على موقع ItsRugby.co.uk (الإنجليزية)